# Stantonia inka
Stantonia inka är en stekelart som först beskrevs av Günther Enderlein 1905.  Stantonia inka ingår i släktet Stantonia och familjen bracksteklar. Inga underarter finns listade i Catalogue of Life.